# Paragaleodes scalaris
Paragaleodes scalaris es una especie de arácnido  del orden Solifugae de la familia Galeodidae.

## Distribución geográfica
Se encuentra en el norte de África y el este de Asia.